# Czyrśke
Czyrśke (ukr. Чирське) – wieś na Ukrainie, w obwodzie kijowskim, w rejonie boryspolskim, w hromadzie Perejasław. W 2001 liczyła 186 mieszkańców.